# Бедржих Сметана
Бѐдржих Смѐтана (на чешки: Bedřich Smetana) е чешки композитор, диригент, педагог и общественик, смятан за патриарх на чешката музикална култура.
Сметана започва да развива таланта си още като малък и рано проявява интереса си към музиката. В юношеския си дневник той пише: „Искам да бъда композитор като Моцарт и виртуоз като Лист“. В същото време той се запознава с идеите на т. нар. „будители“ (чешко национално движение за възраждане на майчиния език и еманципиране от австрийското влияние), чийто привърженик остава до края на дните си.
В периода 1847 – 1856 година ръководи основаната от него музикална школа в Прага. До 1861 година работи като диригент и пианист в Гьотеборг, Швеция, откъдето се завръща в родината си заради болест на съпругата си. След нейната смърт, която преживява изключително тежко, за кратко време Сметана отново е в Швеция, но от 1863 година трайно се установява в Чехия, където развива активна дейност като композитор, музикален критик, диригент и общественик. През 70-те години на 19 век го сполетява трагедията на Бетховен – Сметана постепенно губи слуха си, а през 1874 година е вече напълно глух. В началото на 1882 година започва да губи и разсъдъка си.
В творчеството си Сметана съчетава класическите и актуалните за времето си течения с богатството на народната музика. Освен това той често се обръща като сюжет към традициите на чешкия фолклор и народен епос. Страстен поклонник на Лист, той желае да изтъкне, подобно на своя кумир, особеностите на славянската музика. Сметана е автор на няколко опери, сред тях „Далибор“ (1867), „Двете вдовици“ (1874), „Целувката“ (1876), които се поставят на световните оперни сцени. Най-известна обаче е операта му „Продадена невеста“ (1866), смятана за един от върховете в оперното творчество изобщо.
Сметана е автор и на 6 симфонични поеми с общото наименование „Моето отечество“ (сред които изпъкват „Моята страна“ и, особено нейната част „Вълтава“, която съществува със собствена оркестрация и като самостоятелно произведение), инструментални и хорови творби, на множество музикално-теоретични и критически статии.